# 도전! 슈퍼모델 NEW STAR
《도전! 슈퍼모델 NEW STAR》는 2006년부터 2009년까지 캐나다에서 방송된 모델 오디션 프로그램이다.